# 戟叶黄鹌菜
戟叶黄鹌菜（学名：Youngia longipes）为菊科黄鹌菜属下的一个种。其种加词“Longipes”意为“长梗的”，“长柄的”。